# Muestra Internacional de Cine y Mujeres de Pamplona
La Muestra Internacional de Cine y Mujeres de Pamplona és una mostra de cinema creada el 1987 amb la vocació de servir de plataforma d'exhibició dels treballs de dones cineastes de totes les nacionalitats i analitzar la representació de les dones en el cine des de la perspectiva de gènere.

## Història
La Muestra Internacional de Cine y Mujeres de Pamplona organitzada per IPES i Cines GOLEM neix el 1987 amb els següents objectius: servir de plataforma d'exhibició dels treballs de les cineastes de totes les nacionalitats i analitzar la representació de les dones en el cinema des de l'enfocament del gènere.
Al llarg dels anys s'han exhibit 400 pel·lícules vistes per 50.000 espectadores i espectadors (a data de la 28 edició del 2014). Al voltant de 120 convidades - professionals de diferents àmbits - que han parlat de les seves pel·lícules. Convertint la mostra en un espai de debat i de reflexió i erigint-se com un eina indispensable per crear societats més justes.
Per la commemoració dels 25 anys d'història es va editar el llibre 25 años de cine: Muestra internacional de Cine y Mujeres de Pamplona  un excel·lent llibre que documenta amb articles, entrevistes, assajos, material didàctic i visual els anys de la mostra. Podeu descarregar el llibre gratuïtament des de la web del festival.

## Declaració d'intencions
L'esperit del certamen pivota sobre diverses premisses: que la firma de totes les obres sigui femenina, que hi hagi representats de diferents països, que els temes siguin interessants, que la filmografia analitzi diverses realitats i crear imatges femenines des d'una altra mirada, tal com s'explica a l'article Celuloide con huella femenina en la 28 Muestra de Cine y Mujeres  l'adquisició de material ha evolucionant amb els anys, ja que en els inicis era més complicat trobar pel·lícules només realitzades per dones.